# Tapaan (Bugulkidul)
Tapaan is een bestuurslaag in het regentschap Pasuruan van de provincie Oost-Java, Indonesië. Tapaan telt 2928 inwoners (volkstelling 2010).